# Маямі (футбольний клуб)
Маямі англ. Miami FC) професіональний футбольний клуб з Маямі (США), що грає у Північноамериканській футбольній лізі –  футбольному дивізіоні 2-го рівня США і Канади. Заснований у 2015 році. Співвласниками команди є підприємець Ріккардо Сілва — президент компанії «MP & Silva», а також колишній італійський футболіст Паоло Мальдіні. «Маямі» почав виступати у NASL з сезону 2016 року.
Домашні матчі проводить на Ріккардо Сілва Стедіум, який розташований на території Міжнародного університету Флориди.